# Buljanka
Die Buljanka, auch Brodak (belarussisch Булянка), ist ein kleiner Fluss in den Rajonen Slonim und Iwazewitschy in Belarus. Die Länge des Flusses beträgt 17 Kilometer. Der Fluss entspringt in der Nähe des Dorfes Barawiki im Rajon Slonim und mündet schließlich beim Dorf Hryuda als linker Zufluss in die Hryuda. Das durchschnittliche Gefälle der Buljanka beträgt 0,8 ‰. Die Buljanka ist auf ihrer Gesamtlänge kanalisiert.